# Новошин
Новоши́н — село в Україні, у Вигодській громаді Калуського району Івано-Франківської області.

## Походження назви
Є декілька версій походження назви Новошин. 
За однією з легенд у давнину в цьому селі був збудований новий шинок і люди із сусідніх сіл розпочали приходити в новий шин, і звати це місце Новий-шин, а пізніше і Новошин.
За іншим переказом у цьому селі колись жила багата поміщицька родина, і коли у сім'ї народився син, то дочка цього пана почала усім розповідати, що народився новий син, але вона була іще мала, замість син вона вимовляла, шин, так і вийшло новий-шин, а пізніше і Новошин.

## Географія
Через село тече струмок Дядич.

## Історія
Згадується село Нєвєшин (Nyevyeszyn) 23 квітня 1469 року в книгах галицького суду.
У 1648 році жителі села брали активну участь у народному повстанні, за що їх очікувала кривава розправа після відходу військ Богдана Хмельницького.
У 1939 році в селі проживало 1000 мешканців (980 українців, 5 поляків, 5 латинників, 10 євреїв).
2 жовтня 2020 року згоріла давня 170-літня дерев'яна церква святого Василія Великого.

## Населення

### Мова
Розподіл населення за рідною мовою за даними перепису 2001 року:
| Мова       | Кількість | Відсоток |
| ---------- | --------- | -------- |
| українська | 1072      | 98.98%   |
| російська  | 9         | 0.83%    |
| румунська  | 2         | 0.19%    |
| Усього     | 1083      | 100%     |

## Відомі персоналії

### Народились
- Беляк Дмитро — «Палій» (1920—1950) — комендант боївки СБ Вигодського району ОУН. Загинув у бою в с. Старий Мізунь Долинського району Івано-Франківської області[6];
- Кабинець Михайло Петрович «Орел» — районний провідник СБ ОУН[7].

### Пов'язані
- Фрасуляк Степан Федорович «Хмель» (нар. 23 січня 1904, Львів — пом. 1 липня 1951, біля гори Яйко-Ілемське, Долинський район, Івано-Франківська область) — вчитель у селі, підпільник ОУН, надалі — славетний командир ТВ-23 «Магура» (10.1944 — 1.1945), начальник військового штабу ВО-4 «Говерла», підполковник УПА (посмертно), перший історіограф та теоретик партизанської боротьби УПА, засновник та керівник старшинської школи «Олені» (1.03.1944 — 15.05.1944).